# Туймакаев, Харис
Харис Туймакаев — деятель Башкирского национального движения. Штабс-капитан Башкирской армии (1918), командир 1-го Башкирского полка.

## Биография
Родился в городе Троицке Оренбургской губернии. Согласно А. А. Валидову, он родился в селе Кугарчи (ныне Зианчуринского района Республики Башкортостан).
Во время Первой мировой войны был призван на военную службу, получил образование в военной школе и звание поручика.
Принимал участие на I Всебашскирском курултае, проходившей 20-27 июля 1917 года в Оренбурге. Работал заведующим финансового отдела исполнительного комитета Башкирского центрального шуро. Принимал участие в подготовке Фармана № 2 Башкирского центрального шуро, который 15 ноября 1917 года провозгласил создание автономного Башкурдистана.
В мае 1918 года из зауральских башкир организовал Мусульманский добровольческий отряд и стал его командиром. Позднее на основе этого отряда была сформирована первая войсковая единица Башкирского войска — 1-й Башкирский пехотный полк, а его командиром был назначен поручик Туймакаев.
В июне-июле 1918 года 1-й Башкирский полк под командованием Туймакаева участвовал в сражениях против красных на Екатеринбургском фронте. Командующий Уральским корпусом генерал-лейтенант М. В. Ханжин 9 июля телеграфировал в Башкирский военный совет об успехах полка: «С чувством глубокой радости и гордости… приветствую… доблестное поведение молодых башкирских частей 1-го Башкирского полка».

В начале августа 1918 года 1-й полк вместе с Правительством Башкурдистана разместился в Оренбурге. Здесь Харис Туймакаев и его полк получил высокую оценку от командующего войсками Оренбургского военного округа атамана А. И. Дутова, который отметил об этом в своем приказе:
: «11 августа я посетил только что прибывший в г. Оренбург 1-й батальон 1-го Башкирского полка, расквартированный на Маячной горе, в лагере 2-го кадетского корпуса. В момент моего прибытия батальон обедал. Из всего виденного мною в батальоне я вынес самое отрадное впечатление. Несмотря на праздник, все г.г. офицеры были при батальоне. Солдаты хорошо одеты, имели отличный воинский вид. На приветствие отвечали сноровисто и умело. Меня порадовала выправка и молодцеватость солдат Башкирского полка.
Не оставляет желать лучшего и внутренний распорядок в батальоне: помещения содержатся в чистоте, в канцелярии полный порядок, во всем чувствуется опытная и твердая рука командира полка, заботящегося о своей части в общем и в подробностях.
За все виденное считаю долгом благодарить командира полка поручика Туймакаева, начальника пулеметной команды поручика Жукова и всех г.г. офицеров этой молодой части. Также сердечно благодарю и молодцов солдат.
Родина наша, раздираемая когтями врагов и призывающая истинных сынов своих к спасению ее, давно ждет таких строевых частей, каким является только что осмотренный мной батальон славного Башкирского полка.
Я уверен, что эта [часть] послужит надежным кадром для нарождающихся новых Башкирских частей, а образцовая их служба, опирающаяся на сознательную дисциплину, веру в правое дело Свободы и Родины и победу над врагом, послужит примером для других частей Народной Армии, формирующихся в Оренбурге.
Да здравствует нарождающаяся Народная армия!
Да здравствует первый Башкирский полк!».
В августе 1918 года в составе комиссии Башкирского военного совета принимал участие в разработке униформы для солдат и офицеров Башкирской армии, получил звание штабс-капитана. 30 августа 1918 года переведён на службу в отдел Добровольческих отрядов Башкирского военного шуро.
В начале сентября 1918 года по поручению Правительства Башкурдистана был направлен в Казахстан для организации местных национальных частей.
В октябре 1918 года в качестве уполномоченного Правительства Башкурдистана направлен в Усерганский кантон, где вместе с У. М. Куватовым занимался налаживанием работы кантональной управы.
С ноября 1918 года служил обер-офицером по поручениям в Башкирском войсковом управлении.
Дальнейшая судьба неизвестна. По предположению А. Ш. Ярмуллина, после перехода Башкирского правительства и армии на сторону Советов, остался на стороне белых.